# 住友吉左衛門
住友 吉左衛門（すみとも きちざえもん）は、住友財閥の創業家・住友家が3代目から代々、襲名した名前。名乗り始めた3代目以降、14代目と当代（17代目）以外は名前に「友」の字を持つ者が襲名している。

## 3代目 友信
住友 友信（すみとも とものぶ、正保4年（1647年） - 宝永3年8月17日（1706年9月23日））は住友家3代当主で、住友二代目友以の5男。友信の代から住友家の当主は代々、「吉左衛門」を襲名するようになった。
友信は、岡山県の吉岡銅山や秋田県の阿仁銅山などの経営に乗り出し、幕府御用の銅山師となって日本一の銅鉱業者へと発展させた。

## 4代目 友芳
住友 友芳（すみとも ともよし、寛文10年（1670年） - 享保4年12月26日（1720年2月4日））は住友家4代当主で友信の子。住友財閥の大躍進の基となったのは、友芳が元禄4年（1691年）に開発した愛媛県の別子銅山によってである。この別子銅山は昭和48年（1973年）に閉山されるまで、282年間にわたり銅を産出し続け、住友のドル箱となった。その功績を称えた住友家では、この友芳を「中興の祖」としている。
大正3年（1914年）、正五位を追贈された。

## 5代目 友昌
住友 友昌（すみとも ともまさ）は住友家5代当主。

## 6代目 友紀
住友 友紀（すみとも とものり）は住友家6代当主。

## 7代目 友輔
住友 友輔（すみとも ともすけ）は住友家7代当主。

## 8代目 友端
住友 友端（すみとも ともただ）は住友家8代当主。

## 9代目 友聞
住友 友聞（すみとも ともひろ）は住友家9代当主。岡村家より養子に入った。

## 10代目 友視
住友 友視（すみとも ともみ）は住友家10代当主。

## 11代目 友訓
住友 友訓（すみともとものり弘化2年（1845年） - 元治元年（1864年））は住友家11代当主。

## 12代目 友親
住友 友親（すみとも ともちか、天保14年（1843年） - 明治23年（1890年））は住友家12代当主。11代友訓の兄。48歳で死去した同月、13代吉左衛門友忠も19歳で没したため、友親の母登久が急遽14代を継ぎ、長女満寿の婿に徳大寺公純の子を迎えて登久の養嗣子・住友友純とし、住友家15代当主を引き継がせた。娘の住友楢光は三井物産社長　三井高泰（三井守之助）の妻となった。

## 13代目 友忠
住友 友忠（すみとも ともただ、明治5年（1872年） - 明治23年（1890年）11月30日）は住友家13代当主。
12代の長子にて旧制・彦根中学校に進学。明治21年に家督を譲られるも、明治23年11月30日、腸チフスにより、学習院在学中に死去。

## 14代目 登久
住友 登久（すみとも とく）は住友家14代当主。友親の妻、友忠の母。
13代友忠が夭折したため、一時的に住友家の家督を継いだ。

## 15代目 友純
住友 友純（すみとも ともいと、元治元年12月21日（1865年1月18日） - 大正15年（1926年）3月2日）は住友家15代当主。徳大寺公純の第六子で、兄に徳大寺実則や西園寺公望、弟に末弘威麿らがいた。初名は隆麿。友純は、野村徳七、小林一三とならぶ大茶人であり、益田孝、団琢磨、原富太郎、根津嘉一郎に匹敵する風流人であった。号は春翠。
1895年に住友銀行を創設。住友家茶臼山本邸（慶沢園）を大阪市に寄付し大阪市立美術館となる。また大阪府立中之島図書館の建物と図書基金を寄付したほか、京都法政学校（現在の立命館大学）にも財政的援助を行った。
1897年（明治30年）、貴族院議員に当選。1900年（明治33年）議員を辞退。1904年（明治37年）勲四等、1906年（明治39年）勲三等、1911年（明治44年）8月、男爵を授けられる。1926年（大正15年）3月1日、正四位勲一等、瑞宝章を授章。

## 16代目 友成
住友 友成（すみとも ともなり、明治42年（1909年）2月20日 - 平成5年（1993年）6月14日）は住友家16代当主。アララギ派の歌人でもあり、斎藤茂吉、川田順（住友本社の重役でもあった）とも交流があった。友成の歌人としての名は「泉幸吉」である。歌集に『樅木立』（私家版、1973）がある。

## 17代目 芳夫
住友 芳夫（すみとも よしお、昭和18年（1943年）9月3日-）は住友家17代当主。公益財団法人住友財団理事長。友成の甥（弟・住友元夫の長男）にあたる。

### 参考書籍/サイト
- 見聞録11号より - ウェイバックマシン（2019年3月30日アーカイブ分） 第19回学習会報告 今出銅山探訪記 岡崎 直司 著、銅で栄えた保内町川之石
  - 1691（元禄4）年、和泉屋（後の住友）は、別子銅山の歓喜坑で採鉱を開始している。
  - 1714（正徳4）年、大阪の和泉屋吉左衛門が、今出銅山の開発許可を宇和島藩から得ている。
  - 丸山国夫の研究により「今出銅山の変遷」が昭和59年10月に、「今出銅山の発祥・片河（かたこ）銅山」が平成6年にまとめられている。